# 三重県道770号高奈上三瀬線
三重県道770号高奈上三瀬線（みえけんどう770ごう たかなかみみせせん）は三重県多気郡大台町内を通る一般県道である。

## 概要
現在、道路改良が進められ、順次供用が開始されている。2009年度（平成21年度）は、「災害防除事業」として法面工事に1500万円が予算として盛り込まれた。
2022年（令和4年）8月31日には大台町下三瀬地内において国道42号へスムーズにアクセスできるようにする道路改良工事 (120 m) が完成し、開通した。

### 路線データ
- 起点：多気郡大台町高奈（高奈交差点）
- 終点：多気郡大台町上三瀬（上三瀬交差点）
- 実延長：7,364m

## 路線状況

### 重複区間
なし

### 利用状況
地域住民の生活道路として利用される。
- 実際に大台町高奈 - 大台町上三瀬を往来する場合、この県道を利用すると国道42号経由よりも遠回りとなる。

## 地理

### 通過する自治体
- 三重県多気郡大台町

### 接続する道路
- 国道42号：起点、終点

### 立体交差する道路
- 紀勢自動車道：三瀬トンネル - 船木トンネル間

### 沿線
- 宮川
- 株式会社大森土木工業
- 長ヶ郵便局
- 長源寺
- 三重県立宮川高等学校（2012年3月31日をもって閉校）

## 参考資料
- 『県別マップル24 三重県道路地図』（昭文社、2009年3版1刷発行、ISBN 978-4-398-62474-1 、69,70ページ）